# Das Milan-Protokoll
Das Milan-Protokoll ist ein deutscher Politthriller aus dem Jahr 2018 und spielt im Grenzgebiet zwischen Nordirak und Syrien.

## Handlung
Die deutsche Ärztin Martina arbeitet in einem Flüchtlingslager in der kurdischen Region im Nordirak, nahe den vom sogenannten Islamischen Staat (IS) kontrollierten Gebieten. Gemeinsam mit ihrem kurdischstämmigen Lebensgefährten Cemal fährt sie regelmäßig in die kurdischen Gebiete in Syrien, um verwundete Kämpfer zu behandeln. Bei einer solchen Tour wird Martina von einer radikal-sunnitischen Gruppierung um den Anführer Omar entführt. Diese Kämpfer vermuten, dass die Ärztin eine deutsche Panzerabwehrlenkwaffe MILAN mit dem Krankenwagen geschmuggelt hat. Martinas Gefangenschaft löst deshalb einen hochbrisanten Konflikt inmitten des syrisch-nordirakischen Kriegsgebiets aus. Nach und nach werden verschiedene Akteure präsentiert, von denen jeder ganz eigene politischen Interessen verfolgt: der Emir des IS in Mossul, der Scheich Jamil von Omars Stamm sowie die Geheimdienste der Türkei und Deutschlands.
In diesem Film, welcher an Originalschauplätzen im Grenzgebiet zwischen Nordirak und Syrien gedreht wurde, ist nichts wie es zunächst scheint. Bis zum Schluss bleibt die Rolle Martinas unklar, die sich alle Optionen aufrechtzuerhalten scheint. Nicht nur ihr Leben steht auf dem Spiel…

## Kritik
„Zu zeigen, wie unentrinnbar komplex diese Kämpfe sind – darin liegt die Stärke dieses kleinen, exzellenten Agentenfilms.“ (Christoph Twickel, Die Zeit)
„Der ebenso spannende wie komplexe Politthriller beleuchtet die unterschiedlichen Interessen der Akteure.“ (TV Spielfilm)

## Auszeichnungen
Preis der Deutschen Filmkritik 2019 (Kategorie Beste Filmmusik für Ted Gaier), außerdem nominiert für die Kategorien Drehbuch (Peter Ott) und Hauptdarsteller (Catrin Striebeck)